# Нандурбар (округ)
Нандурбар (маратхи नंदुरबार जिल्हा; англ. Nandurbar) — округ в индийском штате Махараштра. Образован 1 июля 1998 года из части территории округа Дхуле. Административный центр — город Нандурбар. Площадь округа — 5034 км². По данным всеиндийской переписи 2001 года население округа составляло 1 311 709 человек. Уровень грамотности взрослого населения составлял 55,8 %, что немного ниже среднеиндийского уровня (59,5 %). Доля городского населения составляла 15,5 %.